# Wanganella
Wanganella est une localité australienne située dans le conseil de la rivière Edward et la Riverina, en Nouvelle-Galles du Sud. La population s'élevait à 86 habitants en 2016.
Le village est traversé par la route nationale reliant Hay, à 80 km au nord, à Deniliquin, à 40 km au sud.
En 1865, il comptait 25 habitants avec deux auberges, deux épiceries et deux boucheries. 